# Лапшаурское сельское поселение
Лапшау́рское се́льское поселе́ние — муниципальное образование в составе Базарносызганского района Ульяновской области. Административный центр — село Лапшаур.

## Состав сельского поселения
В состав поселения входят 5 населённых пунктов: 3 села и 2 деревни:
| № | Населённый пункт | Тип населённого пункта       | Население |
| - | ---------------- | ---------------------------- | --------- |
| 1 | Девятовка        | деревня                      | 6         |
| 2 | Ждамеркино       | село                         | 32        |
| 3 | Лапшаур          | село, административный центр | 449       |
| 4 | Русская Хомутерь | деревня                      | 166       |
| 5 | Ясачный Сызган   | село                         | 125       |

## Администрация
Главой поселения является Арисов Пётр Николаевич.